# La Gauloise de Basse-Terre
Pour les articles homonymes, voir La Gauloise.
Maillots
La Gauloise de Basse-Terre est un club qui réunit plusieurs disciplines (athlétisme, football, handball, zumba, randonnée pédestre) dans la ville de Basse-Terre en Guadeloupe.

## Palmarès de la section football
- Championnat de Guadeloupe (4) :
  - 1960, 1971, 1977, 1978

- Coupe de Guadeloupe (2) :
  - 1946, 2007

- Coupe de France (Zone Guadeloupe) (1) :
  - 1978